# USS Intrepid (CV-11)
«Интрепид» (англ. USS Intrepid (CV/CVA/CVS-11)), также известный как «Боевая „I“» (англ. «The Fighting "I"») — американский авианосец типа «Эссекс» времён Второй мировой войны. Название авианосца переводится на русский как «Неустрашимый». Это четвёртый корабль ВМС США, носивший подобное имя.

## Строительство
Был построен в Ньюпорт Ньюс (Newport News, VA) и вступил в строй 16 августа 1943 года.

## Служба
Intrepid прослужил в составе ВМС США 31 год. Имеет богатую военную историю. С 1943 года авианосец принимал участие в боях на Тихом океане. В бою у острова Трук 17-18 февраля 1944 года он был атакован самолётом-торпедоносцем типа Nakajima B5N и повреждён одной торпедой, после чего был вынужден уйти в Сан-Франциско для ремонта. Вернулся в строй в июне 1944 года.
Позже авианосец перенёс пять атак камикадзе (29 октября 1944 попадание в артустановку нанесло незначительный ущерб, после удара 22 ноября ему пришлось отправиться на ремонт).
Принимал участие в блокаде Кубы во время Карибского кризиса, использовался по прямому назначению в ходе Корейской и Вьетнамской войн.
Авианосец использовался НАСА в космических миссиях Mercury и Gemini, подбирая спускаемые капсулы в океане.

## Корабль-музей
В 1974 году корабль был списан, планировалось его разобрать, однако по инициативе миллионера Закарии Фишера (англ. Zachary Fisher) его превратили в корабль-музей.
Корабль пришвартован к 86 пирсу в Нью-Йорке и с 1982 года является военно-морским и воздушно-космическим музеем, который посещают сотни тысяч туристов в год. В случае необходимости корабль способен стать центром для работы экстренных служб. В 1986 году Intrepid был признан исторической достопримечательностью США.
С 2006 года корабль проходил реконструкцию в сухих доках в Бейонне (Нью-Джерси), и 8 ноября 2008 года корабль-музей вновь был открыт для посетителей.
В июне 2012 года на плавучий музей авиации, оборудованный на авианосце Intrepid, был установлен шаттл «Энтерпрайз».

## Интересные факты
- Четверо моряков авианосца, дезертировавших с него в Японии в 1967 году, во время Вьетнамской войны, стали одними из первых американских военных, о дезертирстве которых стало широко известно во время этой войны.
- Кандидат в президенты США на выборах 2008 года от Республиканской партии Джон Маккейн служил на торпедоносце Эвенджер на Intrepid перед отправкой во Вьетнам.
- В 1966 году поршневым штурмовиком «Скайрейдер» с авианосца «Интрепид» в воздушном бою был сбит реактивный северовьетнамский истребитель МиГ-17[3].